# Doron de Chavière
Pour les articles homonymes, voir Doron et Chavière.
Le Doron de Chavière est une rivière de Savoie issu de la réunion du Doron de Valpremont et du torrent de la Rosoire, il conflue avec le torrent de la Glière au centre de Pralognan-la-Vanoise pour former le Doron de Pralognan.